# Sayed Darwish
Sayed Darwish, em árabe سيد درويش, (Alexandria, 17 de março de 1892 — Alexandria, 15 de setembro de 1923) foi um compositor egípcio considerado o pai da música popular no país. Foi o autor da música do Hino nacional do Egipto.